# Wiesław Hartman
Pour les articles homonymes, voir Hartman.
Wiesław Hartman, né le 23 octobre 1950 à Kwidzyn dans la voïvodie de Poméranie et mort le 24 novembre 2021, est un cavalier polonais de saut d'obstacles.

## Carrière
Wiesław Hartman participe aux Jeux olympiques d'été de 1980 à Moscou avec le cheval Norton. Sixième en saut d'obstacles individuel, il remporte la médaille d'argent avec Jan Kowalczyk, Janusz Bobik et Marian Kozicki.